# Ichneumon ardates
Ichneumon ardates là một loài tò vò trong họ Ichneumonidae.